# Марушка Руслан Володимирович
Руслан Володимирович Марушка (нар. 23 серпня 1998) — український футболіст, захисник клубу «Карпати» (Галич).

## Життєпис

### Ранні роки
Вихованець ДЮСШ клубу «Львів». Із 2010 по 2015 рік провів у чемпіонаті ДЮФЛ 82 матчі, забивши 6 голів. Окрім того, 2014 року грав у турнірах ФФЛО за юнацький склад аматорського СКК «Демня», а 2015 за рідний «Львів».

### Клубна кар'єра
Улітку 2015 року став гравцем луцької «Волині». 6 вересня того ж року дебютував у юнацькій (U-19) команді «хрестоносців» у виїзному поєдинку проти «Дніпра». За молодіжну (U-21) команду дебютував 17 жовтня 2015 року у виїзній грі з «Олександрією».
22 жовтня 2016 року дебютував у Прем'єр-лізі в домашньому матчі проти дніпровського «Дніпра», замінивши на 92-й хвилині Редвана Мемешева.
У серпні 2018 року став гравцем литовського клубу «Атлантас», за яку до кінця року зіграв 12 матчів у чемпіонаті. На початку 2019 року повернувся до України, ставши гравцем першолігового «Руху» (Львів), а влітку 2020 року став гравцем друголігових «Карпат» (Галич).

### Збірна
У серпні 2015 року зіграв 3 матчі у складі юнацької збірної України U-18.

## Статистика
Статистичні дані наведено станом на 26 листопада 2016 року
| Клуб     | Ліга         | Сезон   | Чемпіонат | Чемпіонат | Кубок | Кубок | U-21 | U-21 |
| Клуб     | Ліга         | Сезон   | Ігри      | Голи      | Ігри  | Голи  | Ігри | Голи |
| -------- | ------------ | ------- | --------- | --------- | ----- | ----- | ---- | ---- |
| «Волинь» | Прем'єр-ліга | 2015/16 |           |           |       |       | 3    | 0    |
| «Волинь» | Прем'єр-ліга | 2016/17 | 1         | 0         |       |       | 9    | 0    |